# Municipio de Mountain Grove
El municipio de Mountain Grove (en inglés: Mountain Grove Township) es un municipio ubicado en el condado de Wright en el estado estadounidense de Misuri. En el año 2010 tenía una población de 6302 habitantes y una densidad poblacional de 44,96 personas por km².

## Geografía
El municipio de Mountain Grove se encuentra ubicado en las coordenadas 37°6′21″N 92°19′41″O / 37.10583, -92.32806. Según la Oficina del Censo de los Estados Unidos, el municipio tiene una superficie total de 140.18 km², de la cual 140.03 km² corresponden a tierra firme y (0.11%) 0.15 km² es agua.

## Demografía
Según el censo de 2010, había 6302 personas residiendo en el municipio de Mountain Grove. La densidad de población era de 44,96 hab./km². De los 6302 habitantes, el municipio de Mountain Grove estaba compuesto por el 96.7% blancos, el 0.57% eran afroamericanos, el 0.78% eran amerindios, el 0.41% eran asiáticos, el 0.1% eran isleños del Pacífico, el 0.19% eran de otras razas y el 1.25% pertenecían a dos o más razas. Del total de la población el 1.68% eran hispanos o latinos de cualquier raza.